# Агни-пурана

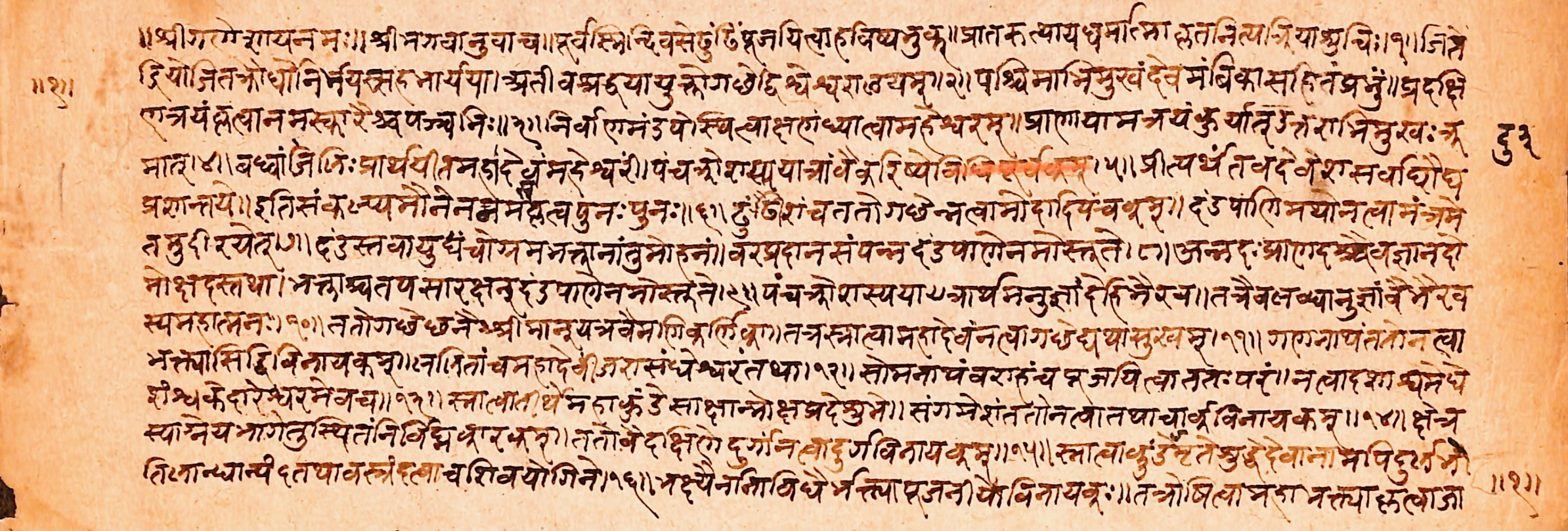
Страница из рукописи Агни-пурана (санскрит, деванагари)

«А́гни-пура́на» (санскр. अग्नि पुराण, IAST: Agni Purāṇa) — священный текст индуизма на санскрите, одна из восемнадцати основных Пуран (называемых «махапуранами»). Содержит описания жизни и деяний различных аватар Вишну. В частности, в «Агни-пуране» приводятся жизнеописания Рамы, Кришны и Притхви. В этой Пуране также описывается ритуальное поклонение, пураническая космология, джьотиша, история, военное дело, санскритская грамматика, индуистское право, аюрведийская медицина и боевые искусства. Согласно индуистской традиции, «Агни-пурана» была передана богом Агни ведийскому мудрецу Васиштхе. Учёными текст «Агни-пураны» датируется периодом VIII—XI веков. «Агни-пурана» разделена на 383 глав. К основному тексту существует приложение, состоящее из шести глав.
Первое печатное издание «Агни-пураны» было опубликовано в 1870-е годы в Калькутте под редакцией Раджендралала Митры. В 1904 году вышло первое издание «Агни-пураны» на английском языке в переводе Манматхи Натха Датты.